# Derecho internacional y los asentamientos israelíes
La comunidad internacional considera que el establecimiento de asentamientos israelíes en los territorios ocupados en 1967 son ilegales según el derecho internacional, dado que el artículo 49 de la Cuarta Convención de Ginebra, de la que Israel es firmante, especifica que "la Potencia ocupante no podrá efectuar la evacuación o el traslado de una parte de la propia población civil al territorio por ella ocupado". Sin embargo, Israel mantiene que los asentamientos son compatibles con el derecho internacional, ya que no está de acuerdo en que el Cuarto Convenio de Ginebra se aplica a los territorios ocupados tras la guerra de los Seis Días. El Consejo de Seguridad de las Naciones Unidas, la Asamblea General de las Naciones Unidas, el Comité Internacional de la Cruz Roja, la Corte Internacional de Justicia y las Altas Partes Contratantes en la Convención de Ginebra afirman que el Cuarto Convenio de Ginebra se aplica en este caso.
Numerosas resoluciones de la ONU han declarado que la construcción y existencia de los asentamientos israelíes en Cisjordania, Jerusalén Este y los Altos del Golán son una violación del derecho internacional, incluyendo las resoluciones del Consejo de Seguridad de la ONU en 1979, 1980 y 2016. La resolución 446 del Consejo de Seguridad de la ONU se refiere a la Cuarta Convención de Ginebra como instrumento jurídico internacional aplicable, y exhorta a Israel a desistir de la transferencia de su propia población a los territorios o el cambio de su composición demográfica. La resolución 2334 del Consejo de Seguridad de la ONU, aprobada el 23 de diciembre de 2016, es de obligado cumplimiento para todos los países miembros de la ONU al ser vinculante, y afirma que dichos asentamientos «no tienen validez legal» y los califica como una «flagrante violación» del derecho internacional, demandando a Israel detener tales actividades y cumplir escrupulosamente las obligaciones y responsabilidades jurídicas que le incumben como «poder ocupante» en virtud del Cuarto Convenio de Ginebra relativo a la Protección debida a las Personas Civiles en Tiempo de Guerra, del 12 de agosto de 1949.
La posición de los sucesivos gobiernos israelíes es que todos los asentamientos autorizados son totalmente legales y de conformidad con el derecho internacional, a pesar de los acuerdos de armisticio de Israel tiene, siendo todos con las Altas Partes Contratantes. En la práctica, Israel no acepta que el Cuarto Convenio de Ginebra se aplique de iure, pero ha afirmado que en cuestiones humanitarias, serán autogobernadas de facto por sus disposiciones, sin especificar cuáles son estas. La mayoría de los expertos legales sostienen los asentamientos violan el derecho internacional, mientras que otros han ofrecido opiniones disidentes que apoyan la posición israelí.

## Antecedentes
Poco después de la independencia, la Corte Suprema de Israel dictaminó que los principios fundamentales del derecho internacional, aceptados como vinculantes por todas las naciones civilizadas, iban a ser incorporados en el ordenamiento jurídico interno de Israel. A raíz de la guerra de los Seis Días de 1967, Israel controlaba la península del Sinaí, la Franja de Gaza, Cisjordania y los Altos del Golán. Inmediatamente después de la guerra, el gobierno israelí autorizó la construcción de asentamientos militares con fines de seguridad. Fueron construidos en la periferia de los territorios, a lo largo de las fronteras jordanas y sirias, y a lo largo de los bordes de la península del Sinaí. Al mismo tiempo, Israel comunicó que estaba dispuesto, en principio, a devolver la mayor parte del territorio recién capturado. Tanto el Ministro de Justicia como el asesor legal del Ministro de Asuntos Exteriores israelíes avisaron en 1967 que la implantación de asentamientos en territorio ocupado supondría una violación del Cuarto Convenio de Ginebra, diseñado para proteger a los civiles en tiempos de conflicto bélico. Levi Eshkol ofreció devolver los territorios con sólo modificaciones fronterizas menores. Sin embargo, con el permiso del gobierno concedido, Kfar Etzion fue restablecida en septiembre de 1967, convirtiéndose en el primer asentamiento civil que se construyó en Cisjordania. Durante la década de 1970, la Corte Suprema de Israel dictaminó regularmente que el establecimiento de asentamientos civiles por los comandantes militares fue legal sobre la base de que formaban parte de la red de defensa territorial y se consideraron medidas temporales necesarias para fines militares y de seguridad. Después de que el Likud llegó al poder en 1977, se tomaron los territorios sobre la base del Convenio de La Haya de 1907, lo que implicó un carácter temporal de la presencia israelí, y ya no fue empleado más, ya que el nuevo gobierno declaró la tierra de Cisjordania como «terrenos estatales».
En 1978 y 1979 la Corte Suprema de Israel, impulsada por las nuevas políticas gubernamentales, se pronunció sobre dos casos importantes que establecen los requisitos para la legalidad de los asentamientos israelíes en el derecho internacional. En Ayauub et al. vs. Ministro de Defensa (caso Beit-El Toubas), la Corte determinó que las Convenciones de La Haya, pero no los Convenios de Ginebra, podrían ser aplicadas por los tribunales israelíes sobre cuestiones de la tierra y de asentamientos en los territorios ocupados. Al año siguiente, la Corte se pronunció sobre Dwikat et al. vs. el Gobierno de Israel (caso Elon Moreh), destacando las limitaciones de las Convenciones de La Haya en la adquisición de tierras de Israel y los asentamientos. Los asentamientos, ya sea en tierra privada o pública, no podrían considerarse permanentes, ni los terrenos podrían ser confiscados de forma permanente, solamente requisados temporalmente. Los asentamientos en terrenos privados eran legales únicamente si se determinaba que era una necesidad militar; el propietario original retenía el título de la tierra y se debía pagar las cuotas de alquiler para su uso. «La posesión [de las tierras públicas] no puede ser enajenada, ni su carácter básico transformado».
En 2004, una opinión consultiva de la Corte Internacional de Justicia llegó a la conclusión de que Israel había incumplido sus obligaciones en virtud del derecho internacional mediante el establecimiento de asentamientos en Cisjordiania, incluyendo Jerusalén Este, y que Israel no podía invocar un derecho a la legítima defensa o en estado de necesidad con el fin de excluir la ilicitud de la imposición de un régimen que es contrario al derecho internacional. Asimismo, la Corte concluyó que el gobierno israelí atentaba contra los derechos humanos básicos de los palestinos al impedir la libertad de movimiento de los habitantes del territorio palestino ocupado (con la excepción de los ciudadanos de Israel) y su ejercicio del derecho al trabajo, a la salud, a la educación y a un nivel de vida adecuado. El 19 de julio de 2024, este mismo tribunal dictaminó que los asentamientos israelíes «violan el derecho internacional», pues «equivalen a una anexión permanente que impide la autodeterminación de los palestinos», por lo que dictaminó que Israel debe «detener los asentamientos y evacuar a los colonos».

## Estatus de los territorios
Aunque todas las áreas en cuestión fueron ocupadas por Israel en la guerra de los Seis Días en 1967, Israel las ha tratado en tres formas diferentes:
- «Jerusalén Este»: Jerusalén y sus alrededores se concibieron como una zona internacional bajo administración de las Naciones Unidas en el plan de partición de 1947, que fue aceptado por Israel, pero rechazado por todas las naciones árabes. En 1948, Jordania capturó y anexó la mitad oriental de Jerusalén, mientras que Israel capturó y anexó el oeste. Después de la guerra de los Seis Días en 1967, Israel se anexionó la parte oriental, junto con varios pueblos en los alrededores. En 1980, la Knéset aprobó la Ley de Jerusalén afirmando que «Jerusalén, completa y unida, es la capital de Israel».

- Altos del Golán: La ley israelí de los Altos del Golán de 1981 ordena que la aplicación de las «leyes, jurisdicción y administración» israelíes en ese territorio, capturado a Siria en 1967. El público ve la medida como una anexión, pero la propia ley se abstuvo de utilizar el término oficialmente.

- La Franja de Gaza y Cisjordania formaban parte de las áreas ofrecidas por la ONU para el futuro Estado árabe de Palestina en el Plan de Partición, que fue rechazado por los árabes. Desde 1948 hasta 1967, la Franja de Gaza fue ocupada por Egipto así como Cisjordania fue anexada a Jordania. Junto con la anexión de Jerusalén Este mencionada anteriormente, la anexión jordana de Cisjordania fue reconocida solo por Reino Unido, Irak y Pakistán.[31][32] Desde 1967, Cisjordania está bajo ocupación militar. Gaza también fue ocupada en 1967, pero después de la retirada unilateral de Israel en 2005 el estatus se ha discutido, con opiniones encontradas sobre si o no la ocupación ha terminado.

Tanto la Ley de Jerusalén como la de los Altos del Golán han sido consideradas ilegales por el Consejo de Seguridad de las Naciones Unidas (resoluciones 478 y 497, respectivamente), y no son reconocidas por la comunidad internacional. Los Estados Unidos se abstuvieron en la votación de la Resolución 478 y el Congreso de Estados Unidos (que no define la política exterior estadounidense) aprobó la Ley de la Embajada de Jerusalén, reconociendo a Jerusalén como la capital de Israel. Estados Unidos considera que algunas partes de Jerusalén no están en Israel y su posición oficial es que el estatus de la ciudad debe resolverse en las negociaciones. La Unión Europea considera que Jerusalén es un corpus separatum, y las Naciones Unidas consideran que la proclamación de Israel de Jerusalén como su capital es «nula y sin efecto».
Israel ha firmado tratados de paz con Egipto (retirando todos los asentamientos israelíes y devolviendo la península del Sinaí a la soberanía egipcia) y con Jordania (entregando pequeños sectores a la soberanía de Jordania); actualmente no existen tratados de paz que rigen las fronteras de Israel relacionadas con Cisjordania, la Franja de Gaza y los Altos del Golán. Por lo tanto, Israel afirma que las líneas de armisticio (conocidas como la Línea Verde) de 1949 no tienen otra condición jurídica. Los palestinos se oponen a este punto de vista, declarando que el tratado de paz entre Israel y Jordania no alteraba el estado de los territorios próximos bajo control israelí durante las hostilidades de 1967 (artículo 3 (2)).
El artículo 8(2)(b)(viii) del Estatuto de Roma de la Corte Penal Internacional define «[l]a transferencia, directa o indirecta, de la Potencia ocupante de parte de su propia población civil al territorio que ocupa» como un crimen de guerra. Israel firmó inicialmente el estatuto, pero más tarde declaró su intención de no ratificarlo.

## Opiniones jurídicas internacionales
En la actualidad, con base en el resultado de numerosas resoluciones de la ONU que citan el artículo 49 de la Convención de Ginebra, la opinión general de la comunidad internacional es que los asentamientos israelíes son ilegales y constituyen una violación del derecho internacional. Según la BBC, todos los gobiernos del mundo, con excepción de Israel, consideran que los asentamientos son ilegales.

### Naciones Unidas
En 1979 y 1980, numerosas resoluciones del Consejo de Seguridad de la ONU, entre ellas 446, 452, 465, 471 y 476, consideran los asentamientos como de «nula validez legal» bajo la Cuarta Convención de Ginebra. Más recientemente, la resolución 2334 del Consejo de Seguridad de la ONU, aprobada en diciembre de 2016, reafirma que la construcción de asentamientos de Israel constituye una "flagrante violación" del derecho internacional y "no tiene validez legal", mientras que exige que Israel detenga toda actividad en sus asentamientos y cumpla con sus obligaciones como Potencia ocupante según la Cuarta Convención de Ginebra. La Asamblea General de las Naciones Unidas, que se refiere a sí misma como poseedora de un papel principal en el proceso de codificación del Derecho internacional, ha aprobado varias resoluciones con una abrumadora mayoría que denuncian los asentamientos como ilegales. El Consejo de Derechos Humanos de las Naciones Unidas también ha catalogado a los asentamientos israelíes y las actividades relacionadas con estos como una violación del derecho internacional.
Según los registros de la reunión del Comité de 1998 sobre la Eliminación de la Discriminación Racial, Theo van Boven afirmó:
El estatus de los asentamientos es claramente incompatible con el artículo 3 de la Convención, que, como se señala en la Recomendación General XIX del Comité, prohíbe todas las formas de segregación racial en todos los países. Hay un consenso entre los publicistas en torno a que la prohibición de la discriminación racial, con independencia de los territorios, es una norma imperativa del derecho internacional.
El 14 de febrero de 2020, el Consejo de Derechos Humanos de la ONU hizo pública una lista de 112 empresas que hacen negocios con los asentamientos israelíes ubicados en el territorio palestino ocupado por Israel desde 1967. La elaboración y publicación de esta lista, que se origina en una resolución del propio Consejo de Derechos Humanos de 2016, llevaba pendiente de publicación más de tres años. En ella figuran un total de 94 empresas israelíes y 18 empresas extranjeras, como las estadounidenses TripAdvisor, Airbnb, Expedia, General Mills, Booking o Motorola, la británica JCB, las francesas Alstom y Egis Rail, la luxemburguesa eDreams o la holandesa Altice. En agosto de 2019, el Consejo de Derechos Humanos ya había elaborado una lista similar de empresas que hacen negocios con el ejército de Myanmar.

### Corte Internacional de Justicia
En 2004, una opinión consultiva del órgano judicial principal de las Naciones Unidas, la Corte Internacional de Justicia (CIJ), también encontró que los asentamientos eran ilegales según el derecho internacional. La conclusión del tribunal se basa en las disposiciones de las resoluciones de la Cuarta Convención de Ginebra y del Consejo de Seguridad de la ONU que condenaban el establecimiento de asentamientos y los intentos por parte de Israel de alterar la demografía de los territorios bajo su control. La Corte Internacional de Justicia concluyó que Israel había incumplido su obligación bajo el derecho internacional al establecer los asentamientos en Cisjordania, incluido Jerusalén Este, y que Israel no puede alegar el derecho a la defensa propia o el estado de necesidad para descartar la injusticia de imponer un régimen que es contrario al derecho internacional. En su opinión consultiva de 2004 sobre las Consecuencias Legales de la Construcción de un Muro en el Territorio Palestino Ocupado, afirma que el artículo 49 (6) del Cuarto Convenio de Ginebra "prohíbe no solo las deportaciones o los traslados forzosos de la población (...) sino también las medidas llevadas a cabo por la Potencia ocupante para organizar o animar la transferencia de partes de su propia población al territorio ocupado". Hubo unanimidad entre los 13 jueces de la Corte Internacional de Justicia a este respecto. La Corte también dictaminó que el régimen israelí viola los más básicos derechos humanos de los palestinos al impedir la libertad de movimiento de los habitantes del Territorio Palestino Ocupado (a excepción de los ciudadanos israelíes) y su ejercicio del derecho a trabajar, a la salud, a la educación y a un nivel de vida adecuado.
El 19 de julio de 2024, la Corte Internacional de Justicia de las Naciones Unidas dictaminó que los asentamientos israelíes «violan el derecho internacional» y exigió a Israel «detener los asentamientos y evacuar a los colonos», así como reparar el daño causado a los palestinos afectados por la ocupación. La CIJ determinó que la explotación de los recursos naturales palestinos y la política de construcción de asentamientos «equivale a una anexión permanente que impide la autodeterminación de los palestinos». El alto tribunal de la ONU instó a sus Estados miembros «a no reconocer como legal la presencia israelí en los territorios ocupados» y pidió tanto a la Asamblea General de las Naciones Unidas como a su Consejo de Seguridad que tomen las medidas necesarias «para poner fin a esta situación». Además, dictaminó que «las restricciones de movimiento impuestas por Israel a los palestinos, y la demolición de sus casas, constituyen actos de discriminación sistemática» que violan el artículo 3 del Comité para la Eliminación de la Discriminación Racial, relativo al crimen del apartheid. En concreto, la CIJ explicó que los asentamientos israelíes violan el derecho internacional en numerosos aspectos:
- Desahucios forzosos, demoliciones de viviendas masivas y restricciones al derecho de residencia y de movimiento.
- El traslado por parte de Israel de colonos a Cisjordania y Jerusalén Este y el mantenimiento de su presencia.
- Su fracaso a la hora de evitar o castigar los ataques de los colonos.
- Restricción del acceso al agua de la población palestina.
- El uso por parte de Israel de los recursos naturales en los territorios ocupados palestinos.
- La aplicación de las leyes israelíes en Cisjordania y Jerusalén Este.[53]

La CIJ concretó que «el traslado por parte de Israel de colonos a Cisjordania y Jerusalén, así como el mantenimiento de su presencia, es contrario al artículo 49 del Cuarto Convenio de Ginebra». El dictamen de la Corte Internacional de Justicia también ordenó la restitución, compensación o satisfacción de bienes a la población palestina por los daños ocasionados por la ocupación. En concreto, dictaminó «la obligación de Israel de devolver la tierra y otros bienes inmuebles, así como todos los bienes confiscados a cualquier persona física o jurídica desde que comenzó su ocupación en 1967, y todos los bienes y activos culturales confiscados a los palestinos y a las instituciones palestinas, incluidos archivos y documentos», tras lo que añadió que «también exige la evacuación de todos los colonos de los asentamientos existentes y el desmantelamiento de las partes del muro construido por Israel que están situadas en el territorio palestino ocupado, así como permitir que todos los palestinos desplazados durante la ocupación regresen a su lugar de residencia original».

### Comité Internacional de la Cruz Roja
El Comité Internacional de la Cruz Roja (CICR) sostiene que el establecimiento de asentamientos israelíes viola la Cuarta Convención de Ginebra. El CICR también sostiene que el desplazamiento de los palestinos que puedan ocurrir debido a los asentamientos también viola el artículo 49 de la Cuarta Convención de Ginebra.

### Unión Europea
En junio de 1980, los nueve miembros de la Comunidad Económica Europea afirmaron en su Declaración de Venecia que "los asentamientos, así como las modificaciones de la población y la propiedad de los territorios árabes ocupados, son ilegales según el derecho internacional". Tanto en 2002 como en 2012, la Unión Europea expresó su opinión de que los asentamientos son ilegales. En noviembre de 2019, en una declaración realizada tras el cambio en la posición mantenida por los Estados Unidos durante cuarenta años, la Unión Europea afirmó que continuaba opinando que la actividad de los asentamientos israelíes en el territorio palestino ocupado es ilegal según el derecho internacional y erosiona las posibilidades de una paz duradera. La jefa de la política exterior europea, Federica Mogherini, declaró que "La Unión Europea llama a Israel a terminar con su actividad en todos los asentamientos, en línea con sus obligaciones como potencia ocupante".

### Países

#### Estados Unidos
Una opinión de un asesor jurídico del Departamento de Estado de los Estados Unidos encontró a los asentamientos contrarios al derecho internacional en 1978, aunque ninguna Administración lo ha declarado oficialmente así desde la Administración Carter. El 21 de abril de 1978, el Asesor Jurídico del Departamento de Estado de Herbert J. Hansel emitió un dictamen, a petición del Congreso, que la creación de los asentamientos «es incompatible con el derecho internacional», y en contra del artículo 49 de la Cuarta Convención de Ginebra. Hansell encontró que «[s]i bien Israel puede llevar a cabo, en los territorios ocupados, las acciones necesarias para cumplir con sus necesidades militares y para proveer de un gobierno ordenado durante la ocupación, por las razones indicadas anteriormente el establecimiento de los asentamientos civiles en esos territorios es inconsistente con el derecho internacional». Esta opinión, «no ha sido revocada o revisada», y sigue siendo la política de los Estados Unidos de acuerdo con Hansel, The Washington Post, y el Proyecto de Estudio de un Estado Palestino de la Rand Corporation. Las administraciones Johnson, Nixon, Ford, Carter caracterizan todas públicamente a los asentamientos como ilegales.
Los Estados Unidos nunca han votado a favor de cualquier resolución de la ONU llamando a los asentamientos ilegales, a excepción de la Resolución 465 en 1980, y en ese caso el gobierno de Carter posteriormente anunció que la votación había sido errónea debido a la falta de comunicación y que debió haber sido una abstención, como lo había hecho en la Resolución 446 y la Resolución 452. Dos Embajadores estadounidenses ante las Naciones Unidas han declarado que los asentamientos israelíes son ilegales: William Scranton y el expresidente George Bush. El secretario de Estado Cyrus Vance también dijo que los asentamientos eran ilegales.
En febrero de 1981, Ronald Reagan anunció que él no creía que los asentamientos israelíes en Cisjordania eran ilegales. Agregó que «la resolución de la ONU deja Cisjordania abierta a todas las personas, árabes e israelíes por igual». Con la esperanza de lograr un acuerdo de paz, él, sin embargo, pidió a Israel que congele la construcción de los asentamientos, llamándolos un «obstáculo para la paz». La actitud permisiva adoptada por los Estados Unidos aceleró el ritmo del programa de asentamientos de Israel. El punto de vista de Reagan sobre la legalidad de los asentamientos no se llevó a cabo por el Departamento de Estado. Desde el gobierno de Clinton, los Estados Unidos han continuado objetando los asentamientos, que califica de «obstáculos para la paz» y perjudiciales para el resultado de las conversaciones sobre el estatus definitivo. Aunque el presidente Barack Obama y los funcionarios diplomáticos en su administración han declarado que «los Estados Unidos no aceptan la legitimidad de la continuación de los asentamientos israelíes», en febrero de 2011 Estados Unidos vetó una resolución del Consejo de Seguridad que habría declarado a los asentamientos ilegales.
En febrero de 2024, el secretario de Estado de los Estados Unidos, Antony Blinken, recordó que «ha sido una política de larga tradición, tanto bajo administraciones republicanas como demócratas, considerar que los nuevos asentamientos son contraproducentes para alcanzar una paz duradera. También son inconsistentes con el derecho internacional. Esta es una posición que ha sido consistente durante una gran variedad de administraciones republicanas y demócratas».

#### Israel
En 1967, Theodor Meron, asesor jurídico del Ministerio de Relaciones Exteriores israelí declaró en un dictamen jurídico para Adi Yafeh, el secretario político del primer ministro, «mi conclusión es que el asentamiento civil en los territorios administrados contraviene las disposiciones explícitas de la Cuarta Convención de Ginebra». La opinión legal, remitida a Levi Eshkol, no se hizo pública en el momento, y el gabinete Laborista sancionó progresivamente los asentamientos de todos modos; esta acción allanó el camino para el crecimiento de los futuros asentamientos. En 2007, el juez Meron afirmó: «creo que le hubiera dado la misma opinión en la actualidad». Sin embargo, Israel considera a su política de asentamientos consistente con el derecho internacional, incluyendo el Cuarto Convenio de Ginebra, sin dejar de reconocer que algunos de los asentamientos más pequeños se han construido «ilegalmente», en el sentido de estar en violación de la ley israelí. En 1998, el ministro israelí de Relaciones Exteriores escribió El Documento de Antecedentes de la Corte Penal Internacional [The International Criminal Court Background Paper]. Concluye:
El derecho internacional ha reconocido desde hace tiempo que hay delitos de tal gravedad que deben ser considerados «crímenes internacionales». Tales delitos se han establecido en los tratados, como la Convención sobre el Genocidio y los Convenios de Ginebra. [...] Los siguientes son los temas principales de interés de Israel [es decir, con las reglas de la Corte Penal Internacional]: La inclusión de la actividad de los asentamientos como un «crimen de guerra» es un intento cínico de abusar de la Corte con fines políticos. La implicación de que la transferencia de la población civil a los territorios ocupados puede ser clasificado como un crimen de igual gravedad para los ataques contra centros de población civil o asesinato en masa es absurdo y no tiene ningún fundamento en el derecho internacional.
Israel también argumenta que algunos de los asentamientos están construidos en zonas donde existían asentamientos judíos antes de la violencia y la guerra árabe-israelí de 1948, cuando muchos asentamientos en Cisjordania fueron destruidos y sus habitantes masacrados o expulsados, como Hartuv, Kfar Etzion, Hebrón, y el barrio judío de Jerusalén, y por lo tanto la aplicación de la Convención de Ginebra es una cuestión totalmente diferente.
De acuerdo con el derecho internacional, Israel es el custodio de los bienes en ausencia en Cisjordania y no puede entregarlos a los colonos. En 1997, el asesor jurídico de la Administración Civil dio su opinión:
El Custodio de Propiedad Ausente en Cisjordania no es más que un fideicomisario cuidando de la propiedad de modo que no se vea perjudicada, mientras que los propietarios están ausentes de la zona. [...] el custodio no puede hacer cualquier transacción con respecto al activo que entra en conflicto con la obligación de salvaguardar el activo como se ha dicho, especialmente su obligación de devolver el activo al propietario a su regreso a la región.
Israel sostiene que la Convención de Ginebra sólo se aplica en ausencia de un acuerdo de paz operativo y entre dos potencias que acepten la Convención. Desde que los Acuerdos de Oslo dejaron el tema de los asentamientos por negociar posteriormente, los defensores de esta visión argumentan que los palestinos aceptaron la presencia temporal de los asentamientos israelíes en espera de nuevas negociaciones, y que no hay ninguna base para declararlas ilegales.
Israel ha justificado sus asentamientos civiles al afirmar que un uso temporal de los terrenos y edificios para diversos fines parece permisible bajo una declaración de necesidad militar y que los asentamientos cumplen las necesidades de seguridad. Se argumenta, además, que la Resolución del Consejo de Seguridad de las Naciones Unidas 242 llamó a «fronteras seguras y reconocidas» para Israel; y que ni las líneas de demarcación del armisticio de 1949 ni la línea de alto el fuego de 1967 han demostrado ser seguras.
En 2002, el Ministerio de Relaciones Exteriores de Israel reiteró que los asentamientos se están desarrollando de manera compatible con el derecho internacional y que no violan ningún acuerdo con cualquiera de los palestinos o Jordania. Agregó que los asentamientos en la Cisjordania y la Franja de Gaza fueron reconocidos como legítimos por el Mandato británico de Palestina adoptado por la Sociedad de Naciones, y que la única administración que prohibía completamente los asentamientos judíos fue la de Jordania desde 1948 a 1967. En cuanto a la Convención de Ginebra, sostiene que el gobierno israelí no estaba transfiriendo forzosamente a su población a los territorios. Tampoco habían estado bajo la soberanía legítima de cualquier estado anterior. Destacó, además, que no hay cláusulas de la Convención que puedan utilizarse para prohibir el retorno voluntario de las personas a las ciudades y pueblos de los que ellos o sus antepasados habían sido expulsados previamente por medios forzosos. Alegó los asentamientos sólo se habían establecido después de exhaustivas investigaciones, asegurándose de que ninguno se construyera en terrenos privados.

#### Canadá
Canadá, de acuerdo con las Resoluciones 446 y 465 del Consejo de Seguridad de la ONU, afirma que el Cuarto Convenio de Ginebra se aplica a los territorios ocupados (los Altos del Golán, Cisjordania, Jerusalén Este y la Franja de Gaza) y que los asentamientos israelíes son una violación de la misma.

#### Reino Unido
En 2009, el secretario de Relaciones Exteriores británico, David Miliband, denominó a los asentamientos israelíes como «ilegales». En diciembre de 2012, William Hague, el secretario de Relaciones Exteriores británico afirmó que todos los asentamientos israelíes eran «ilegales según el derecho internacional». En 2024, el embajador del Reino Unido en Israel recordó que «los asentamientos son ilegales según el derecho internacional y hacen aún más difícil avanzar hacia una solución de este conflicto».

### Otros puntos de vista
En 2003, el Movimiento de Países No Alineados declaró a los asentamientos israelíes como ilegales, afirmando que «el peligro principal para la realización de los derechos nacionales del pueblo palestino y el logro de una solución pacífica es el colonialismo que se ha llevado a cabo en el ocupado territorio palestino, incluyendo Jerusalén Este, desde 1967, a través de la confiscación de tierras, la construcción de asentamientos y el traslado de ciudadanos israelíes a los territorios ocupados». La Organización de Cooperación Islámica considera que los asentamientos, incluidos los de Jerusalén Este, como «violaciones flagrantes de la resolución correspondiente de las Naciones Unidas, los acuerdos internacionales (en especial la Cuarta Convención de Ginebra de 1949) y del derecho internacional». En 2002, y de nuevo en 2012, la Unión Europea expresó su opinión de que los asentamientos son ilegales. En junio de 1980, la (entonces de nueve miembros) Comunidad Económica Europea declaró en la Declaración de Venecia que «los asentamientos, así como modificaciones en la población y la propiedad en los territorios árabes ocupados, son ilegales según el derecho internacional». En 2005, los grupos de derechos humanos como Amnistía Internacional, Human Rights Watch y B'Tselem vieron a los asentamientos israelíes como violaciones del derecho internacional, mientras que la Liga Anti-Difamación ha declarado que los asentamientos son legales bajo la ley internacional.
El experto en derecho internacional Julius Stone, y Eugene Rostow, Decano de la Facultad de Derecho de Yale, argumentaron que los asentamientos son legales bajo el derecho internacional, en un número de diferentes motivos. Stone sostuvo que era legal para Israel establecer asentamientos Nahal, necesarios para fines militares, a lo largo de las líneas de alto el fuego y en el Valle del Jordán. El hecho de que se habían establecido para iniciar la agricultura rentable no era de importancia legal. William M. Brinton, un abogado internacional estadounidense, sostuvo que Israel era «al menos cuasi-soberano con respecto a ambas áreas [Cisjordania y la Franja de Gaza] bajo los principios del derecho internacional consuetudinario», y considera a los asentamientos legales.

## Argumentos legales

### Cuarta Convención de Ginebra
Hay dos diferencias con respecto a la Cuarta Convención de Ginebra: si la convención se aplica a los territorios en cuestión y si la Convención prohíbe el establecimiento de asentamientos israelíes. El artículo 2 se refiere a la aplicabilidad de la Convención mientras que el artículo 49 se refiere a la legalidad de las transferencias de población.

#### Artículo 2
El artículo 2 extiende la Convención a «todos los casos de guerra declarada o de cualquier otro conflicto armado que surja entre dos o varias de las Altas Partes Contratantes» y «todos los casos de ocupación total o parcial del territorio de una Alta Parte Contratante».

##### Refrendo
La aplicabilidad del Cuarto Convenio de Ginebra «para todos los territorios ocupados por Israel en 1967» se lleva a cabo con «un notable grado de unanimidad» entre los actores internacionales. En una opinión consultiva de 2004 para la Asamblea General de la ONU, la Corte Internacional de Justicia declaró que el artículo 2 de la Convención se aplica al caso de la presencia de Israel en los territorios capturados durante la guerra de 1967. Afirmó que el artículo 2 se aplica si existe un conflicto armado entre dos partes contratantes, independientemente del estado de los territorios en el derecho internacional antes del ataque armado. También sostuvo que «ninguna adquisición territorial derivada de la amenaza o al uso de la fuerza se reconocerá como legal», según el derecho internacional consuetudinario y definido por la «Declaración sobre los principios de derecho internacional referentes a las relaciones de amistad y cooperación entre los Estados de conformidad con la Carta de las Naciones Unidas» (Resolución de la Asamblea General 2625).
En su Conferencia de julio de 1999, los Estados participantes en el Cuarto Convenio de Ginebra emitieron un comunicado en el que «reafirmaron la aplicabilidad del Cuarto Convenio de Ginebra al territorio palestino ocupado, incluyendo Jerusalén Este». En diciembre de 2001, las Altas Partes Contratantes en la Convención reafirmaron la «aplicabilidad del Cuarto Convenio de Ginebra al territorio palestino ocupado, incluyendo Jerusalén Este». Recordaron además las partes contratantes, las partes en el conflicto y el Estado de Israel como potencia ocupante, de sus obligaciones en virtud del Convenio.
El Comité Internacional de la Cruz Roja en una declaración en diciembre de 2001 declaró que «el CICR siempre ha afirmado la aplicabilidad de jure del Cuarto Convenio de Ginebra a los territorios ocupados desde 1967 por el Estado de Israel, incluyendo Jerusalén Este».
La Asamblea General de las Naciones Unidas ha afirmado la aplicabilidad de la Convención a los territorios palestinos en numerosas resoluciones. El Consejo de Seguridad de las Naciones Unidas ha adoptado la misma opinión. La resolución 271 (1969) del Consejo de Seguridad hizo un llamamiento a Israel «de observar escrupulosamente las disposiciones de los Convenios de Ginebra y el derecho internacional que rigen la ocupación militar». La resolución 446 (1979) del Consejo de Seguridad afirmó «una vez más que el Convenio de Ginebra relativo a la protección a las personas civiles en tiempo de guerra, del 12 de agosto de 1949, es aplicable a los territorios árabes ocupados por Israel desde 1967, incluida Jerusalén». La Corte Suprema de Israel, en un fallo del 30 de mayo de 2004, declaró: «las operaciones militares [de las Fuerzas de Defensa de Israel] en Rafah, en la medida en que afectan a los civiles, se rigen por la Cuarta Convención de La Haya relativa a las leyes y costumbres de la guerra terrestre de 1907 [...] y el Convenio de Ginebra relativo a la protección debida a las personas civiles en tiempos de guerra de 1949». Una sentencia de junio de 2004 de la Corte Suprema israelí en relación con Cisjordania declaró que «el punto de partida de todas las partes (que también es nuestro punto de partida) es que Israel lleva a cabo el Área de ocupación beligerante (occupatio bellica)» y que el comandante militar de autoridad está «obligado por el IV Convenio de Ginebra relativo a la protección debida a las personas civiles en tiempos de guerra de 1949».

##### Rechazo
El argumento jurídico oficial israelí en contra de la aplicación del artículo 2 de la situación de Cisjordania se basa en una interpretación de 1971 por el fiscal general de Israel, Meir Shamgar. Su punto de vista fue presentado por Moshe Dayan en un discurso ante la 32.ª sesión de la Asamblea General de las Naciones Unidas en 1977. Shamgar considera que la Convención no corresponde a los territorios capturados por Israel, dado que anteriormente no habían sido reconocidos como parte de un estado soberano y no podían ser considerados como «el territorio de una Alta Parte Contratante». Según el argumento, la última soberanía legal sobre los territorios fue la de la Sociedad de Naciones (Mandato de Palestina), que reconocía el derecho del pueblo judío a establecerse en la totalidad del territorio bajo mandato. De acuerdo con el artículo 6 del Mandato, «la construcción de los asentamientos de los judíos en la tierra, incluyendo tierras estatales no requeridas para el uso público» debía ser alentada. El artículo 25 permite que el Consejo de la Sociedad aplazar temporalmente el derecho judío a establecerse en lo que hoy es Jordania, si las condiciones no eran susceptibles. El artículo 80 de la Carta de la ONU conserva este derecho judío a la colonización al especificar que «nada en la Carta [de las Naciones Unidas] se interpretará [...] para alterar de cualquier forma los derechos de cualesquiera Estados o pueblos, o los términos de los instrumentos internacionales existentes»
Shamgar declaró además:
No hay ninguna norma de derecho internacional según el cual el IV Convenio se aplica en todos y cada conflicto armado sea cual sea el estado de las partes [...]. La idea de la limitación de los poderes del gobierno militar se basa en el supuesto de que ha habido un soberano que fue expulsado y que era un soberano legítimo. Cualquier otra concepción conduciría a la conclusión, por ejemplo, que Francia debería haber actuado en Alsacia-Lorena según las reglas 42 a 56 de las Reglas de La Haya de 1907, hasta la firma de un tratado de paz.
El argumento jurídico israelí fue desestimado por la Corte Internacional de Justicia. La Corte citó los travaux préparatoires de la Convención de Ginebra, que recomienda que los convenios sean aplicables a cualquier conflicto armado «si [el conflicto] es o no es reconocido como un estado de guerra por las partes» y «en los casos de ocupación de territorios en la ausencia de cualquier estado de guerra», como la confirmación de que los redactores del artículo no tenían ninguna intención de limitar el alcance de su aplicación.

#### Artículo 49
El Artículo 49 (1) afirma:
Los traslados en masa o individuales, de índole forzosa, así como las deportaciones de personas protegidas del territorio ocupado al territorio de la Potencia ocupante o al de cualquier otro país, ocupado o no, están prohibidos, sea cual fuere el motivo.
El artículo 49 (6) afirma:
La Potencia ocupante no podrá efectuar la evacuación o el traslado de una parte de la propia población civil al territorio por ella ocupado.
Según Jean Pictet del Comité Internacional de la Cruz Roja, esta cláusula destinada a prevenir la práctica de la Segunda Guerra Mundial de una potencia ocupante «transfería partes de su propia población al territorio ocupado por razones políticas y raciales o por órdenes, ya que alegaban que colonizaban esos territorios», lo que a su vez «empeoró la situación económica de la población nativa y puso en peligro su existencia separada como una raza».

##### Refrendo
El asesor jurídico del Departamento de Estado de los Estados Unidos, Herbert J. Hansell, en una carta de fecha 1 de abril de 1978, llegó a la conclusión de que si bien el artículo 49 (1) prohíbe los traslados forzosos de personas protegidas fuera del territorio ocupado, «el párrafo 6 no es tan limitado».
Argumenta:
El punto de vista ha adelantado que una transferencia está prohibida en virtud del párrafo 6 únicamente en la medida que implica el desplazamiento de la población local. Aunque una autoridad respetada, Lauterpacht, evidentemente tomó este punto de vista, de otra forma sin apoyo en la literatura, en las normas del derecho internacional o en el idioma y la historia de la negociación del Convenio, y es evidente que no parece correcto. El desplazamiento de personas protegidas se trata por separado en la Convención y en el párrafo 6 parecería redundante si se limita a los casos de desplazamiento. Otra opinión del párrafo 6 es que se dirige contra los traslados de población en masa, como ocurrieron en la Segunda Guerra Mundial con fines políticos, raciales o la colonización; pero no hay soporte aparente o razón para limitar su aplicación a dichos casos.
Esta interpretación fue adoptada por la Corte Internacional de Justicia en su opinión consultiva de 2004, y 150 países apoyaron una resolución no vinculante de la Asamblea General exigiendo a Israel a «cumplir con sus obligaciones legales recogidas en la opinión consultiva».
David Kretzmer, Profesor de Derecho Internacional en la Universidad Hebrea de Jerusalén, ha argumentado que «es evidente que al organizar activamente o propiciar la transferencia de su propia población al territorio ocupado, una potencia ocupante de hecho viola el artículo 49 (6)».

##### Rechazo
Los que rechazan la aplicación del artículo 49 a la situación en los territorios en poder de los israelíes argumentan que incluso si el Convenio se aplica, debe ser leído solo en el contexto de las migraciones forzadas de la Segunda Guerra Mundial. Solo se destina a cubrir los traslados forzosos y de proteger a la población local del desplazamiento:
- El artículo 49 (1) cubre específicamente «traslados en masa o individuales», mientras que los israelíes que viven en los asentamientos se han trasladado allí voluntariamente.
- El artículo 49 (6) solo es aplicable cuando la transferencia de la población civil de las potencias ocupantes implica el desplazamiento de la población local, mientras que los asentamientos israelíes no tienen por objeto o jamás han dado como resultado el desplazamiento de los palestinos de la zona.

Además, afirman que la Convención de Ginebra se aplica únicamente en ausencia de un acuerdo de paz operativo y entre dos potencias que acepten la Convención. Dado que los Acuerdos de Oslo dejan el tema de los asentamientos por negociar posteriormente, los defensores de este punto de vista argumentan que los palestinos aceptaron la presencia temporal de los asentamientos israelíes en espera de nuevas negociaciones, y que no hay ninguna base para declararlas ilegales.

##### Aplicación
En julio de 1999, la conferencia de las Altas Partes Contratantes de la Cuarta Convención de Ginebra dictaminó que la Convención se aplicaba en los territorios ocupados por Israel. En 2001, la conferencia pidió a «la potencia ocupante a respetar plena y efectivamente el Cuarto Convenio de Ginebra en el territorio palestino ocupado, incluyendo Jerusalén Este, y que se abstengan de cometer cualquier violación de la Convención». Las Altas Partes Contratantes reafirmaron «la ilegalidad de los asentamientos en dichos territorios y de la extensión de los mismos». En respuesta, algunos argumentaron que la conferencia había enmendado la historia y había interpretado la Convención únicamente para esta situación específica. Según el abogado y activista de derechos humanos Stephen Bowen, los argumentos desentendidos de la sentencia que se aplica a los casos más específicos fueron rechazados «porque la Convención también establece que se aplica ‹en todas las circunstancias› (artículo 1), y ‹en todos los casos de guerra declarada o de cualquier otro conflicto armado› (artículo 2)».
En la práctica, Israel no acepta que el Cuarto Convenio de Ginebra se aplica de iure, pero ha afirmado que en cuestiones humanitarias se autogobierna de facto por sus disposiciones, sin especificar cuáles son estas.

### Argumentos basados en la Resolución 242 del Consejo de Seguridad y el Mandato británico
Rostow y otros sostienen, además, que la Resolución del Consejo de Seguridad 242 (que Rostow ayudó a redactar) exige el control israelí de los territorios, y que el original Mandato británico de Palestina sigue aplicándose, permitiendo asentamientos judíos allí. En opinión de Rostow:
El Mandato británico reconoció el derecho del pueblo judío a la «construcción de asentamientos» en el conjunto del territorio bajo mandato. Fue siempre que las condiciones locales obligaron a que Gran Bretaña «pospusiera» o «retuviera» los asentamientos judíos en lo que hoy es Jordania. Esto se hizo en 1922. Sin embargo, el derecho de los judíos de los asentamientos en Palestina al oeste del río Jordán, que es, Israel, Cisjordania, Jerusalén y la Franja de Gaza, se hizo inatacable. Ese derecho no ha terminado y no puede ser rescindido, excepto por una paz reconocida entre Israel y sus vecinos. Y tal vez ni siquiera entonces, a la vista del artículo 80 de la Carta de la ONU, «el artículo de Palestina», que establece que «nada en la Carta se interpretará [...] para alterar de cualquier forma los derechos de cualesquiera Estados o pueblos, o los términos de los instrumentos internacionales existentes [...]».
Según Rostow «el derecho judío del establecimiento en el área es equivalente en todos los sentidos al derecho de la población local a vivir allí». Este derecho se basa en el artículo 6 del Mandato, que establece:
La Administración de Palestina, al tiempo que garantiza que los derechos y posición de otros sectores de la población no se vean perjudicados, facilitará la inmigración judía en condiciones adecuadas y fomentará, en cooperación con la Agencia Judía contemplada en el artículo 4, la construcción de asentamientos por los judíos en la tierra, incluyendo tierras estatales no requeridas para el uso público.
Además, muchos de los asentamientos israelíes han sido establecidos en sitios que fueron el hogar de comunidades judías antes de 1948, como Neve Yaakov, Gush Etzion, Hebrón, Kalia, y Kfar Darom.
Contrariamente con esta perspectiva, otros juristas han argumentado que, bajo los artículos 31 y 32 de la Convención de Viena sobre el Derecho de los Tratados, la única interpretación de sentido común de la Resolución 242 del Consejo de Seguridad es que Israel debe retirarse de todo el territorio capturado en 1967, ya que cualquier interpretación que permita la extensión de la soberanía por conquista violaría el principio de gobierno pertinente del derecho internacional como se subraya en la declaración del preámbulo, es decir, «la inadmisibilidad de la adquisición de territorios mediante la guerra», como se establece a través de la supresión del derecho de conquista por la Liga de las Naciones tras la Primera Guerra Mundial.
Además, se argumenta que la Resolución 242 tiene fuerza vinculante en virtud del artículo 25 de la Carta de la ONU debido a su incorporación en la Resolución 338 del Consejo de Seguridad de la ONU y que también es vinculante para Israel y la OLP por acuerdo debido a su incorporación en los Acuerdos de Oslo. Otros sostienen que los Acuerdos de Oslo sustituyen la Resolución 242 en que es vinculante. La Declaración de Principios en los acuerdos afirma que las futuras negociaciones «llevan a la aplicación de las Resoluciones 242 y 338».
Adicionalmente, la comunidad internacional considera que el estatus de Jerusalén no está resuelto, incluso después de 1967, y no considera que alguna parte de la ciudad sea territorio israelí, incluyendo la parte ocupada desde 1948; por lo que la resolución 242 no solucionó las cuestiones territoriales entre Israel y Palestina, dejadas así por los Acuerdos de Armisticio de 1949. En realidad, Sir Elihu Lauterpacht y otros han argumentado que, a causa del desorden en Palestina en esa época, el marco territorial del Plan de Partición de 1947 no entró en vigor, de tal forma que, ipso jure se concedería a Israel la soberanía sobre el territorio asignado al estado judío bajo ese plan. Stone está de acuerdo con el análisis de Lauterpacht, y considera que la soberanía fue adquirida por otros medios:
Lauterpacht ha ofrecido un análisis jurídico coherente que lleva a la conclusión de que la soberanía sobre Jerusalén ya se ha conferido a Israel. Su punto de vista es que cuando las propuestas de partición fueron rechazadas y abortados por la agresión armada árabe de forma inmediata, esas propuestas no podían, tanto por su misma naturaleza y debido a los términos en que se enmarcan, funcionar como una legal re-disposición efectiva del título soberano. Puede ser que (él piensa) han sido transformadas por acuerdo de las partes interesadas en una raíz consensual de título, pero esto nunca sucedió. Y señala que la idea de que algún tipo de título se mantuvo en las Naciones Unidas es muy reñida, tanto con la ausencia de cualquier evidencia de adquisición de derechos y con un silencio absoluto de las Naciones Unidas sobre este aspecto de la cuestión entre 1950 y 1967. [...] En estas circunstancias, aquel escritor se llevó a la opinión de que existía, tras la retirada británica y el aborto de las propuestas de partición, un lapso o vacancia o el vacío de la soberanía. En esta situación de vacío de soberanía, piensa, la soberanía podría ser inmediatamente adquirida por cualquier estado que estaba en condiciones de ejercer un control eficaz y estable sin recurrir a medios ilegales.
Antonio Cassese no está de acuerdo con este análisis, argumentando que a pesar de la ocupación inicial de Israel de Jerusalén Oeste podría haber sido llevado a cabo en un acto de defensa propia en virtud del artículo 51 de la Carta de la ONU, esto no confería el título legal al territorio, debido a la prohibición general en el derecho internacional en la adquisición de la soberanía a través de la conquista militar. Considera, además, que «el mero silencio» no podía constituir la aceptación de las Naciones Unidas para la adquisición de la soberanía por parte de Israel o Jordania, como resultado de su control de facto de Jerusalén. Cassese concluye que «al menos una manifestación tácita de consentimiento mediante actos concluyentes habría sido necesaria», mientras que este tipo de actos relevantes confirmó que no se le dio su consentimiento a la transferencia de la soberanía.

### Argumentos basados en la causa de la guerra
Se ha argumentado que Israel tomó el control de Cisjordania como resultado de una guerra defensiva. El ex diplomático israelí Dore Gold escribe que:
El lenguaje de la «ocupación» ha permitido que los portavoces palestinos ofuscar esta historia. Al señalar en varias ocasiones a la «ocupación», logran revertir la causalidad del conflicto, sobre todo delante del público occidental. Por lo tanto, la disputa territorial actual es supuestamente el resultado de una decisión israelí de «ocupar», más que un resultado de una guerra impuesta a Israel por una coalición de países árabes en 1967.
Cita al exasesor Legal del Departamento de Estado norteamericano Stephen Schwebel, quien más tarde dirigió la Corte Internacional de Justicia en La Haya, y escribió en 1970 en relación con el caso de Israel:
Cuando el titular previo del territorio se había apoderado de ese territorio ilegalmente, el Estado que posteriormente toma ese territorio en el ejercicio legal de la autodefensa tiene, en contra de dicho titular antes, un mejor título.
Sin embargo, el erudito del derecho internacional John Quigley ha escrito «[...] un estado que utiliza la fuerza en defensa propia no podrá retener el territorio que toma mientras rechaza un ataque. Si bien Israel actuó en defensa propia, ello no justifica su retención de la Franja de Gaza y Cisjordania. En virtud de la Carta de la ONU legalmente no pueden existir ganancias territoriales de la guerra, ni siquiera para un estado que actúa en defensa propia. La respuesta de los otros estados a la ocupación de Israel muestra una opinión casi unánime de que aun cuando la acción de Israel fue defensiva, su retención de Cisjordania y la Franja de Gaza no lo era».

### Argumentos basados en los derechos de propiedad y propiedad privada
El 30 de enero de 2009, la Associated Press informó que el grupo político israelí Yesh Din tiene previsto utilizar la base de datos clasificada del Gobierno israelí para demostrar que muchos asentamientos israelíes de Cisjordania se construyeron en terrenos de propiedad privada de los ciudadanos palestinos sin compensación.

## Puestos de avanzada no autorizados o ilegales
En dos casos resueltos poco después de la independencia (los casos Shimshon y Stampfer), la Corte Suprema Israelí declaró que las normas fundamentales del derecho internacional aceptadas como vinculantes por todas las naciones «civilizadas» fueran incorporadas en el ordenamiento jurídico interno de Israel. El Tribunal Militar de Núremberg ya había determinado que los artículos anexos al IV Convenio de La Haya de 1907 estaban en el derecho consuetudinario, reconocido por todas las naciones civilizadas.
La Corte determinó en el caso Elon Moreh (1979) que solamente el comandante militar de un área podía requisar las tierras conforme con el artículo 52 de las regulaciones de La Haya. La necesidad militar había sido una idea de último momento en las partes planificadas del asentamiento de Elon Moreh. Esa situación no cumplió con las restricciones precisas establecidas en los artículos de la Convención de La Haya, por lo que la Corte dictaminó que la orden de movilización había sido inválida e ilegal.
En los casos siguientes, la Corte ha declarado que el artículo 43 de la IV Convención de La Haya es una consideración planificada obligatoria para la aprobación de proyectos de construcción en tierras estatales en Cisjordania.
Presionado por los Estados Unidos, el gobierno de Sharon comisionó el Informe Sasson, que encontró que el gobierno israelí había financiado la creación de puestos de avanzada de colonos judíos en Cisjordania que estaban desautorizados y en violación de la política establecida del gobierno. Según el informe, el Ministerio de Vivienda y Construcción, la Organización Sionista Mundial, el Ministerio de Educación y el Ministerio de Defensa cooperaron para «establecer sistemáticamente los puntos de asentamientos ilegales», pagando millones de dólares para crear la infraestructura de decenas de asentamientos.
El resumen del Informe Sasson explica que la ley local exige el cumplimiento de una serie de condiciones básicas antes de establecer un asentamiento en Judea y Samaria. En él se enumeran cuatro condiciones previas que deben cumplirse en cada caso. La segunda condición previa en relación con el título de las tierras cita el precedente establecido en el caso Elon Moreh. La tercera condición previa es que un asentamiento solamente puede establecerse de acuerdo con un esquema de construcción legalmente diseñado, que tiene el poder de producir un permiso de construcción. La cuarta condición previa es que los límites de la jurisdicción de la solución deben ser determinados de antemano por orden del Comandante de la zona.
La Corte Suprema de Israel ha dictaminado que el cumplimiento de los criterios correspondientes al IV Convenio de La Haya es una condición obligatoria e integral de satisfacer esas tres condiciones previas de la ley local. Sasson resumió la situación explicando:
Un puesto de avanzada no autorizado es un asentamiento que no cumple al menos una de las condiciones antes mencionadas. Y debo enfatizar: un puesto de avanzada no autorizado no es un puesto de avanzada «semi-legal». No autorizada es ilegal.